# Échenilleur de Lesueur
Lalage sueurii
Espèce
Statut de conservation UICN

LC : Préoccupation mineure
L'Échenilleur de Lesueur (Lalage sueurii) est une espèce de passereaux de la famille des Campephagidae.
Son nom est en honneur du naturaliste et explorateur Charles Alexandre Lesueur (1778-1846).
Son aire s'étend à travers les îles de Célèbes (sauf la péninsule de Minahasa), l'est de Java et les petites îles de la Sonde.